# Sedlo za Hromovým
Sedlo za Hromovým (1550 m n. m.) je sedlo v Malé Fatře na Slovensku. Nachází se v hlavním hřebeni kriváňské části pohoří mezi jižním vrcholem Sten (1572 m) na severovýchodě a vrcholem Hromové (1636 m) na jihozápadě. Severozápadní svahy spadají strmě do závěru Vrátné doliny (rozkládá se zde národní přírodní rezervace Chleb), jihovýchodní do údolí Úplazného potoka. Sedlo je travnaté bez porostů kosodřeviny, která byla v minulosti patrně kvůli pastvě odstraněna.

## Přístup
- po červené  značce z vrcholu Poludňový grúň
- po červené  značce ze Snilovského sedla
- po žluté  značce z rozcestí Kopiská